# Matshidiso Moeti

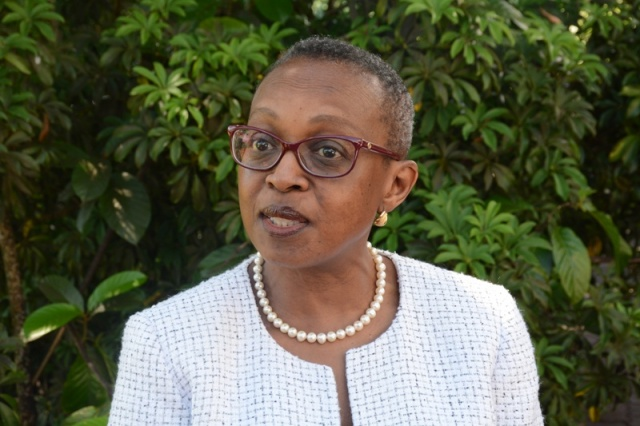
Matshidiso Rebecca Moeti (2017)

Matshidiso Rebecca Natalie Moeti (* 13. März 1954 in Südafrika) ist eine Ärztin und Spezialistin für öffentliche Gesundheit und Gesundheitsverwaltung aus Botswana (Afrika). Seit 2015 ist sie Regionaldirektorin der Weltgesundheitsorganisation im Regionalbüro für Afrika in Brazzaville (Republik Kongo). Sie ist die erste Frau auf diesem Posten.

## Leben
Moeti machte 1978 ihren Bachelor der Medizin an der Royal Free Hospital School of Medicine der University of London und 1986 den Master of Science an der London School of Hygiene and Tropical Medicine.
In den 1980er Jahren war Moeti verantwortlich für Botswanas HIV-Programm, wo sie epidemische Studien begleitete und Therapie-Kampagnen leitete. Sie arbeitete für UNAIDS als Teamleiterin für Afrika und den Nahen Osten in Genf (Schweiz), für UNICEF in Nairobi und Sambia, für das Gesundheitsministerium von Botswana und seit 1999 für das WHO-Regionalbüro für Afrika, bevor sie 2014 zu dessen Direktorin gewählt wurde.
Moetis wissenschaftliche und politische Arbeit war geprägt durch den Kampf gegen die HIV/AIDS-Epidemie, Ebolafieber-Epidemie und COVID-19-Pandemie.
Moeti hat zwei Töchter.

## Publikationen
- Robin Haring, Ilona Kickbusch, Detlev Ganten, Matshidiso Moeti (Hrsg.): Handbook of Global Health. Major Reference Work. Springer Nature, New York 2021, ISBN 978-3-030-45008-3, doi:10.1007/978-3-030-45009-0